# 2019年朝鮮民主主義人民共和國地方選舉
朝鮮民主主義人民共和國第22屆地方選舉會於2019年7月21日舉行，以決出27,876個道，市或郡，縣，區級的人大代表誰屬。
這次的中央選舉指導委員會委員長由朝鮮勞動黨中央委員會政治局委員太亨彻擔任，副委員長為朝鮮勞動黨中央委員會委員金平海，秘書長是最高人民會議常任委員會秘書長鄭永國﹔6名委員分別為人民保安相崔富日、內閣事務長金永豪、金日成金正日主義青年同盟委員長朴哲民、朝鮮職業總同盟中央委員長朱英吉、朝鮮農業勞動者同盟中央委員長金昌燁以及朝鮮民主女性同盟中央委員長張春實。
報導稱本次選舉的投票率為99.98%，所有提名人均能夠當選。

## 資料來源
1. ↑  . 韓聯社. 2019-06-11  [2019-06-11]. （原始内容存档于2019-09-15） （韩语）.
2. ↑  . 韓聯社. 2019-06-14  [2019-06-14]. （原始内容存档于2021-12-01） （韩语）.
3. ↑  . 勞動新聞.   [2019-07-22]. （原始内容存档于2020-10-01） （韩语）.
4. ↑  . 勞動新聞.   [2019-07-22]. （原始内容存档于2020-09-13） （韩语）.